# Gessler Viera Abreu
Gessler Viera Abreu es un deportista cubano que compitió en taekwondo. Ganó una medalla de oro en el Campeonato Mundial de Taekwondo de 2007, en la categoría de –67 kg.

## Palmarés internacional
| Campeonato Mundial | Campeonato Mundial | Campeonato Mundial | Campeonato Mundial |
| Año                | Lugar              | Medalla            | Categoría          |
| ------------------ | ------------------ | ------------------ | ------------------ |
| 2007               | Pekín (China)      | Medalla de oro     | –67 kg             |